# Campeonato Mundial de Atletismo de 2005 - Salto com vara feminino
O salto com vara feminino no Campeonato Mundial de Atletismo de 2005 foi realizada no Estádio Olímpico, em Helsinque, na Finlândia, entre os dias 7 a 12 de agosto de 2005.

## Recordes
Antes desta competição, os recordes mundiais e do campeonato nesta prova eram os seguintes:
| Tipo                  | Atleta             | Altura | Local   | Data                 |
| --------------------- | ------------------ | ------ | ------- | -------------------- |
|                       | Yelena Isinbayeva  | 5,00   | Londres | 22 de julho de 2005  |
| Recorde do campeonato | Svetlana Feofanova | 4,75   | Paris   | 25 de agosto de 2003 |

Os seguintes recordes mundiais ou do campeonato foram estabelecidos durante esta competição:
| Data         | Evento | Atleta                  | Altura | Notas           |
| ------------ | ------ | ----------------------- | ------ | --------------- |
| 12 de agosto | Final  | Yelena Isinbayeva (RUS) | 5.01   | Recorde mundial |

## Medalhistas
| Ouro                    | Prata              | Bronze                |
| Yelena Isinbayeva (RUS) | Monika Pyrek (POL) | Pavla Hamáčková (CZE) |

## Calendário
Todos os horários estão no horário local (UTC+2)
| Data         | Horário | Fase         |
| ------------ | ------- | ------------ |
| 7 de agosto  | 13:40   | Qualificação |
| 12 de agosto | 18:10   | Final        |

## Resultados

### Qualificação
Qualificação: 4.45 m (Q) ou as 12 melhores performances (q).
Grupo A
| Pos. | Atleta                 | Nacionalidade  | 4.00 | 4.15 | 4.30 | 4.40 | 4.45 | Marca | Notas |
| ---- | ---------------------- | -------------- | ---- | ---- | ---- | ---- | ---- | ----- | ----- |
| 1    | Anna Rogowska          | Polónia        | –    | –    | xo   | o    | o    | 4.45  | Q     |
| 2    | Jillian Schwartz       | Estados Unidos | –    | xo   | o    | xo   | o    | 4.45  | Q     |
| 2    | Tatyana Polnova        | Rússia         | –    | xo   | xo   | o    | o    | 4.45  | Q     |
| 4    | Carolin Hingst         | Alemanha       | –    | o    | xxo  | xo   | xxo  | 4.45  | Q     |
| 5    | Vanessa Boslak         | França         | –    | o    | o    | o    | xxx  | 4.40  | q     |
| 6    | Tracy O'Hara           | Estados Unidos | –    | o    | o    | xxo  | xxx  | 4.40  | q     |
| 6    | Naroa Agirre           | Espanha        | o    | o    | o    | xxo  | xxx  | 4.40  | q,    |
| 8    | Janine Whitlock        | Grã-Bretanha   | –    | o    | xo   | xxo  | xxx  | 4.40  |       |
| 9    | Thórey Edda Elisdóttir | Islândia       | –    | o    | xxx  |      |      | 4.15  |       |
| 9    | Takayo Kondo           | Japão          | o    | o    | xxx  |      |      | 4.15  |       |
| 9    | Kirsten Belin          | Suécia         | o    | o    | xxx  |      |      | 4.15  |       |
| 12   | Melina Hamilton        | Nova Zelândia  | o    | xo   | xxx  |      |      | 4.15  |       |
| 13   | Natalya Kushch         | Ucrânia        | xo   | xxo  | xxx  |      |      | 4.15  |       |
| 14   | Zhao Yingying          | China          | xo   | –    | xxx  |      |      | 4.00  |       |
| 14   | Kelsey Hendry          | Canadá         | xo   | xxx  |      |      |      | 4.00  |       |

Grupo B
| Pos. | Atleta              | Nacionalidade  | 4.00 | 4.15 | 4.30 | 4.40 | 4.45 | Marca | Notas            |
| ---- | ------------------- | -------------- | ---- | ---- | ---- | ---- | ---- | ----- | ---------------- |
| 1    | Monika Pyrek        | Polónia        | –    | –    | o    | o    | o    | 4.45  | Q                |
| 1    | Yelena Isinbayeva   | Rússia         | –    | –    | –    | o    | o    | 4.45  | Q                |
| 3    | Gao Shuying         | China          | o    | o    | xxo  | xo   | o    | 4.45  | Q                |
| 4    | Dana Ellis          | Canadá         | –    | o    | o    | xo   | xxx  | 4.40  | q                |
| 4    | Pavla Hamáčková     | Chéquia        | –    | o    | o    | xo   | xxx  | 4.40  | q                |
| 6    | Tatiana Grigorieva  | Austrália      | xo   | o    | xo   | xo   | xxx  | 4.40  | q                |
| 7    | Fabiana Murer       | Brasil         | o    | xo   | xxo  | xxo  | xxx  | 4.40  | Recorde nacional |
| 8    | Stacy Dragila       | Estados Unidos | –    | xo   | xxo  | xxo  | xxx  | 4.40  |                  |
| 9    | Anzhela Balakhonova | Ucrânia        | –    | xo   | xxx  |      |      | 4.15  |                  |
| 9    | Krisztina Molnár    | Hungria        | o    | xo   | xxx  |      |      | 4.15  |                  |
| 9    | Afrodíti Skafída    | Grécia         | o    | xo   | xxx  |      |      | 4.15  |                  |
| 12   | Elisabete Tavares   | Portugal       | o    | xxx  |      |      |      | 4.00  |                  |
| 13   | Teja Melink         | Eslovênia      | xo   | xxx  |      |      |      | 4.00  |                  |
| —    | Anna Fitídou        | Chipre         | xxx  |      |      |      |      | NM    |                  |
| —    | Nadine Rohr         | Suíça          | xxx  |      |      |      |      | NM    |                  |

### Final
A final ocorreu dia 12 de agosto às 18:10.
| Pos.              | Atleta             | Nacionalidade  | 4.00 | 4.20 | 4.35 | 4.50 | 4.60 | 4.70 | 4.75 | 5.01 | Marca | Notas                |
| ----------------- | ------------------ | -------------- | ---- | ---- | ---- | ---- | ---- | ---- | ---- | ---- | ----- | -------------------- |
| Medalha de ouro   | Yelena Isinbayeva  | Rússia         | –    | –    | –    | o    | o    | o    | –    | xo   | 5.01  | Recorde mundial      |
| Medalha de prata  | Monika Pyrek       | Polónia        | –    | o    | o    | xo   | o    | xx–  | x    |      | 4.60  |                      |
| Medalha de bronze | Pavla Hamáčková    | Chéquia        | –    | xo   | o    | o    | xxx  |      |      |      | 4.50  |                      |
| 4                 | Tatyana Polnova    | Rússia         | –    | o    | o    | xxo  | xxx  |      |      |      | 4.50  | Recorde da temporada |
| 5                 | Gao Shuying        | China          | xo   | o    | xo   | xxo  | xxx  |      |      |      | 4.50  | Recorde da temporada |
| 6                 | Anna Rogowska      | Polónia        | –    | –    | o    | xxx  |      |      |      |      | 4.35  |                      |
| 6                 | Dana Ellis         | Canadá         | –    | o    | o    | xxx  |      |      |      |      | 4.35  |                      |
| 8                 | Vanessa Boslak     | França         | –    | xo   | xo   | xxx  |      |      |      |      | 4.35  |                      |
| 9                 | Naroa Agirre       | Espanha        | o    | o    | xxo  | xxx  |      |      |      |      | 4.35  |                      |
| 10                | Carolin Hingst     | Alemanha       | xo   | o    | xxo  | xxx  |      |      |      |      | 4.35  |                      |
| 11                | Jillian Schwartz   | Estados Unidos | –    | xo   | xxx  |      |      |      |      |      | 4.20  |                      |
| 12                | Tatiana Grigorieva | Austrália      | o    | xxx  |      |      |      |      |      |      | 4.00  |                      |
| —                 | Tracy O’Hara       | Estados Unidos | –    | xxx  |      |      |      |      |      |      | NM    |                      |

Legenda
| Recorde mundial       | Recorde mundial (World record)               |                       | Recorde africano                      | Recorde africano (African) |                                           | Q | Classificado por posição (Qualified) |
| Recorde do campeonato | Recorde do campeonato (Championship record)  | Recorde da América    | Recorde da América (Americas)         | q                          | Classificado por melhor tempo (Qualified) |   |                                      |
| Melhor marca do ano   | Melhor marca do ano (World leading)          | Recorde asiático      | Recorde asiático (Asian)              | DNS                        | Não largou (Did not start)                |   |                                      |
| Recorde nacional      | Recorde nacional (National record)           | Recorde europeu       | Recorde europeu (European)            | DNF                        | Não terminou (Did not finish)             |   |                                      |
| Recorde pessoal       | Recorde pessoal do atleta (Personal best)    | Recorde da Oceania    | Recorde da Oceania (Oceania)          | DSQ / DQ                   | Desclassificado (Disqualified)            |   |                                      |
| Recorde da temporada  | Recorde da temporada do atleta (Season best) | Recorde sul-americano | Recorde sul-americano (South America) | NM                         | Sem marca (No mark)                       |   |                                      |